# Georges de La Tour

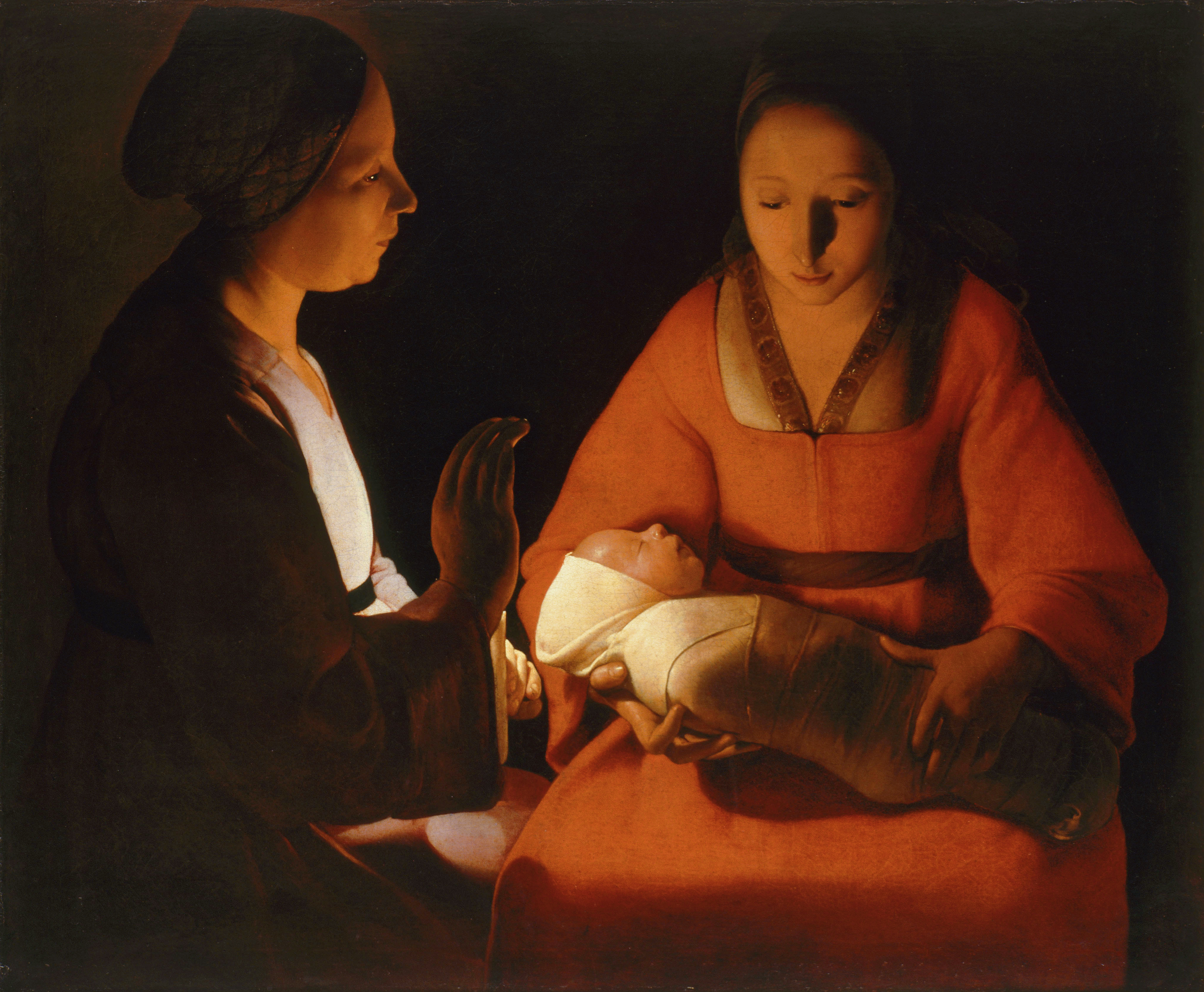
Nowo narodzony, ok. 1644-1649, Musée des Beaux Arts, Rennes

Georges de La Tour (ur. przed 14 marca 1593 w Vic-sur-Seille, zm. 30 stycznia 1652 w Lunéville) – malarz francuski okresu baroku.
Przez długi czas zapomniany, został ponownie odkryty na początku XX wieku. Znany jest przede wszystkim z obrazów nocnych, takich jak Maria Magdalena, Nowo narodzony, Hiob czy Święty Sebastian, utrzymanych w charakterystycznej kolorystyce i oświetlanych jedynie światłem świecy. Tworzył także sceny dzienne, z żebrakami, starcami i scenami gry w karty.
O jego życiu wiadomo niewiele. Kwestia edukacji pozostaje niewyjaśniona, podobnie jak ewentualna podróż do Włoch lub Holandii. Mieszkał w Lotaryngii wraz z liczną rodziną, zmarł podczas epidemii.

## Życiorys

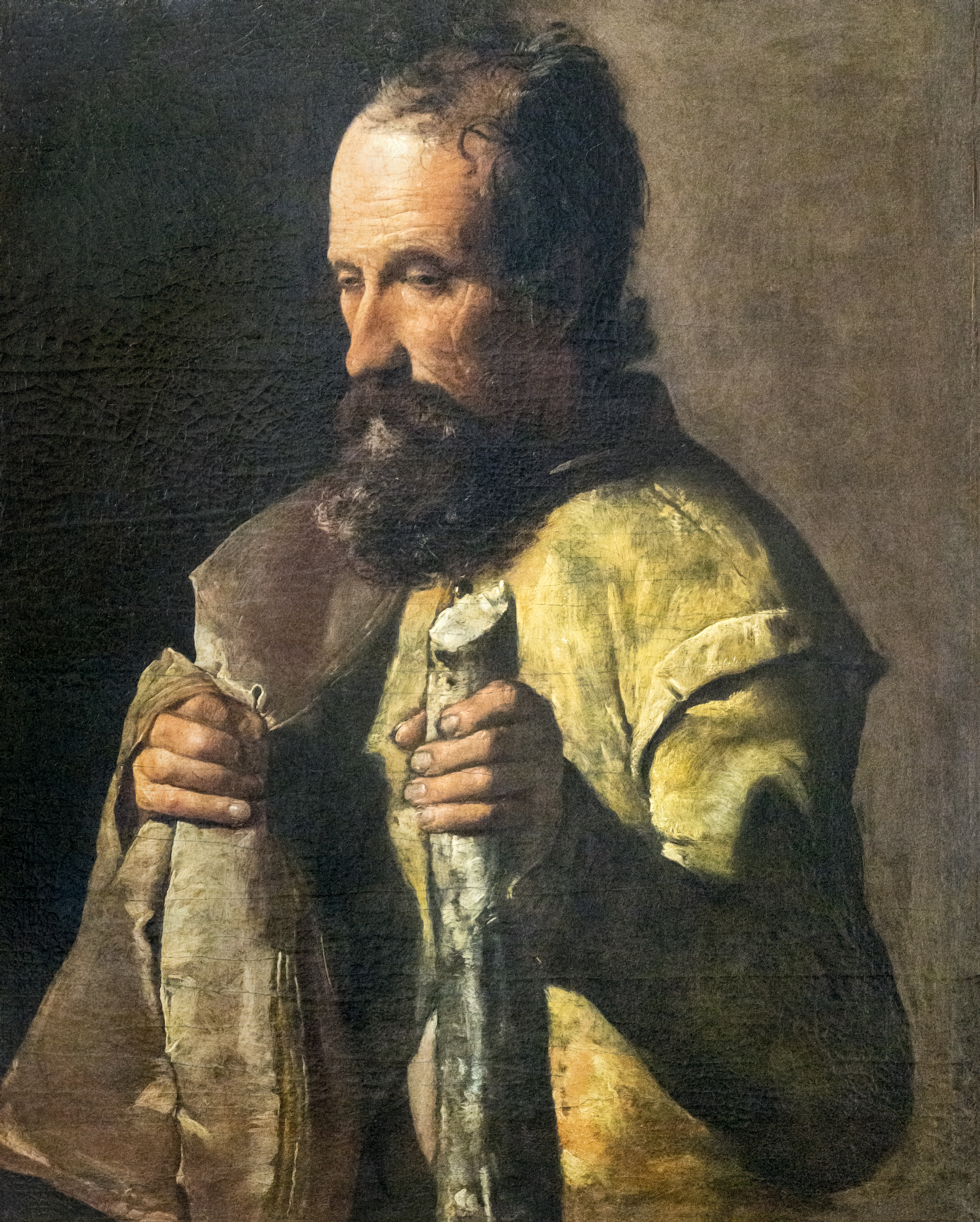
Św. Jakub Młodszy z cyklu 12 apostołów, Musée Toulouse Lautrec, Albi

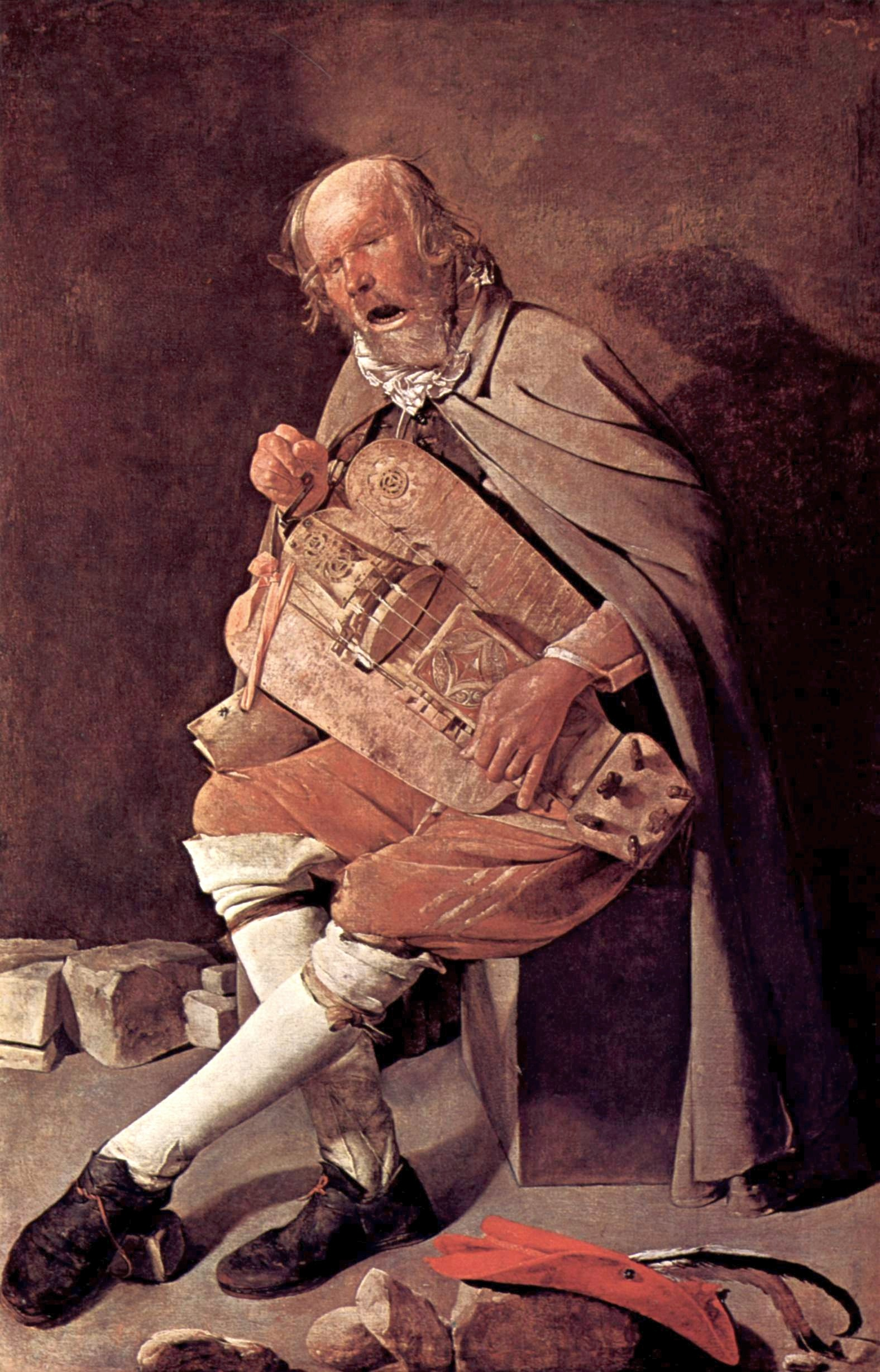
Lirnik lub Kobziarz, Musée des Beaux-Arts, Nantes

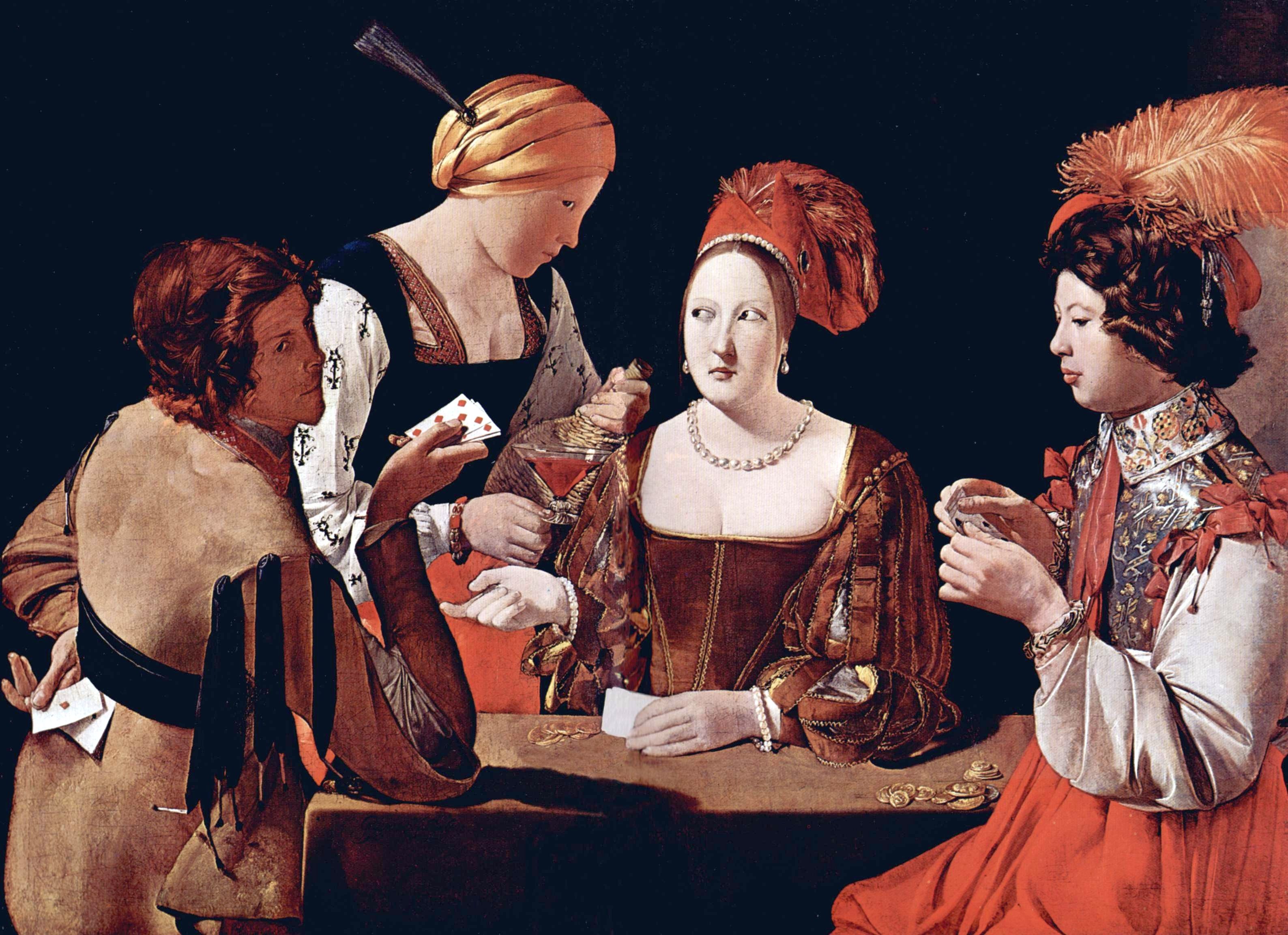
Oszust z asem karo, Luwr

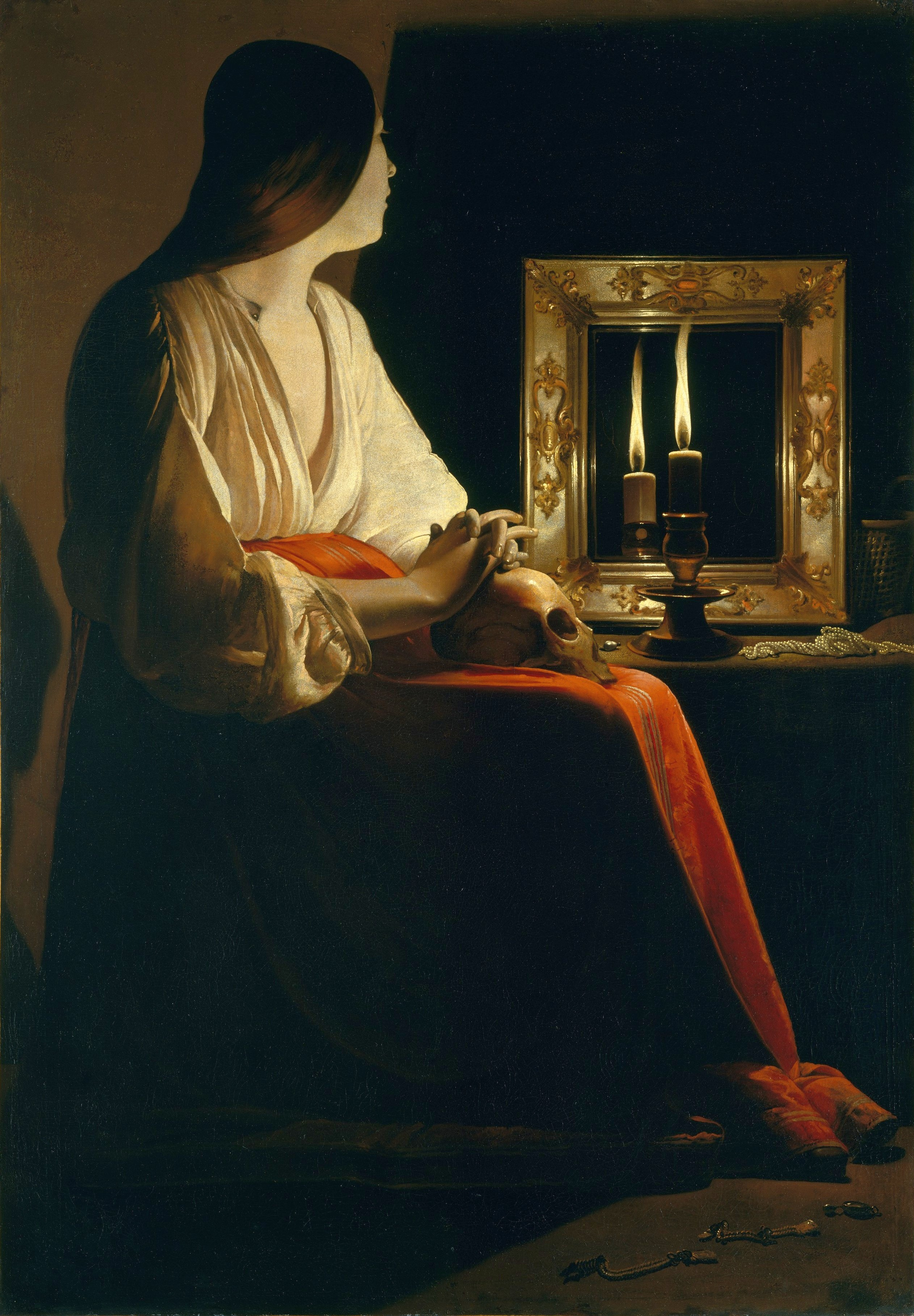
Maria Magdalena Pokutująca, Metropolitan Museum of Art, Nowy Jork

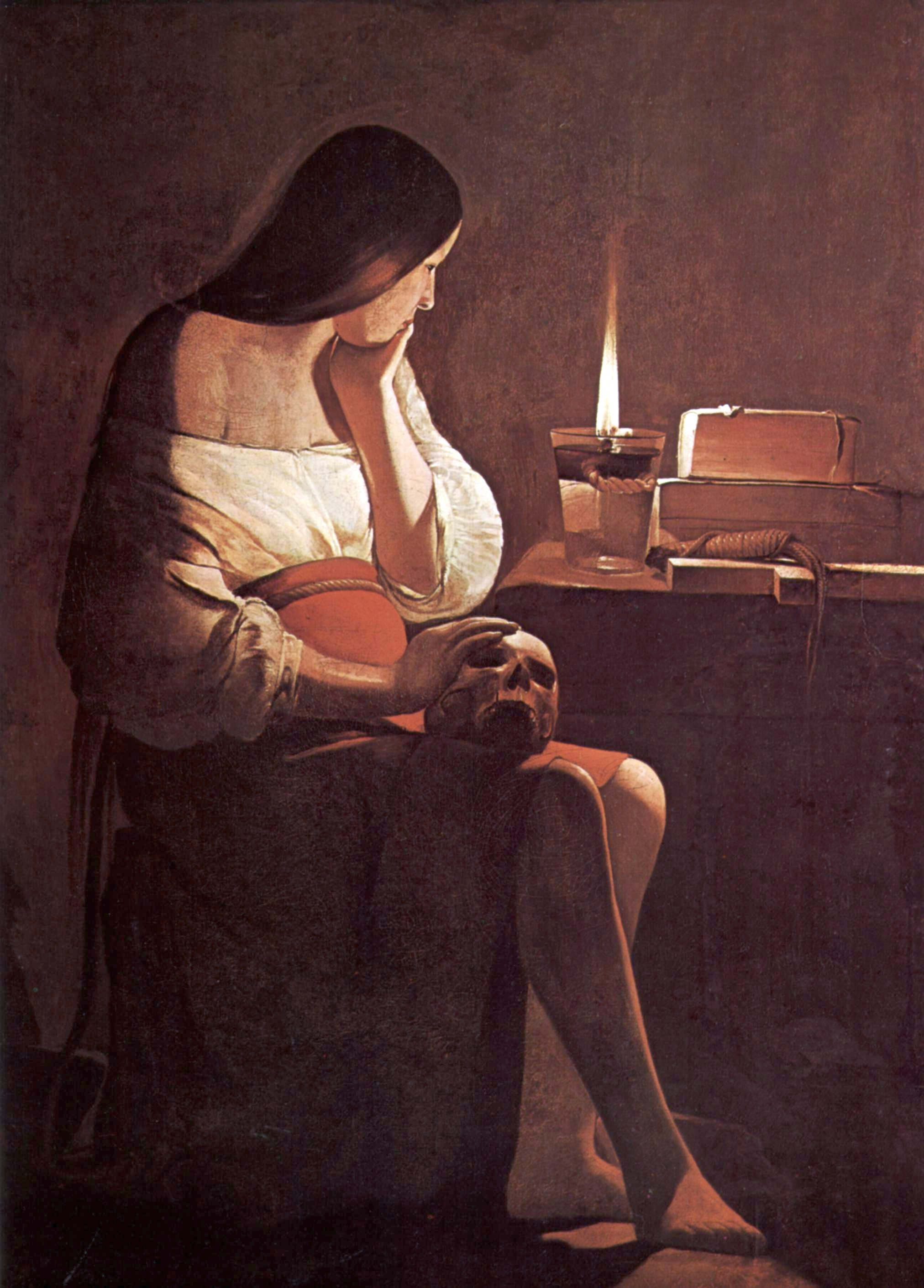
Maria Magdalena zw. Terff, ok. 1640-1646, Luwr

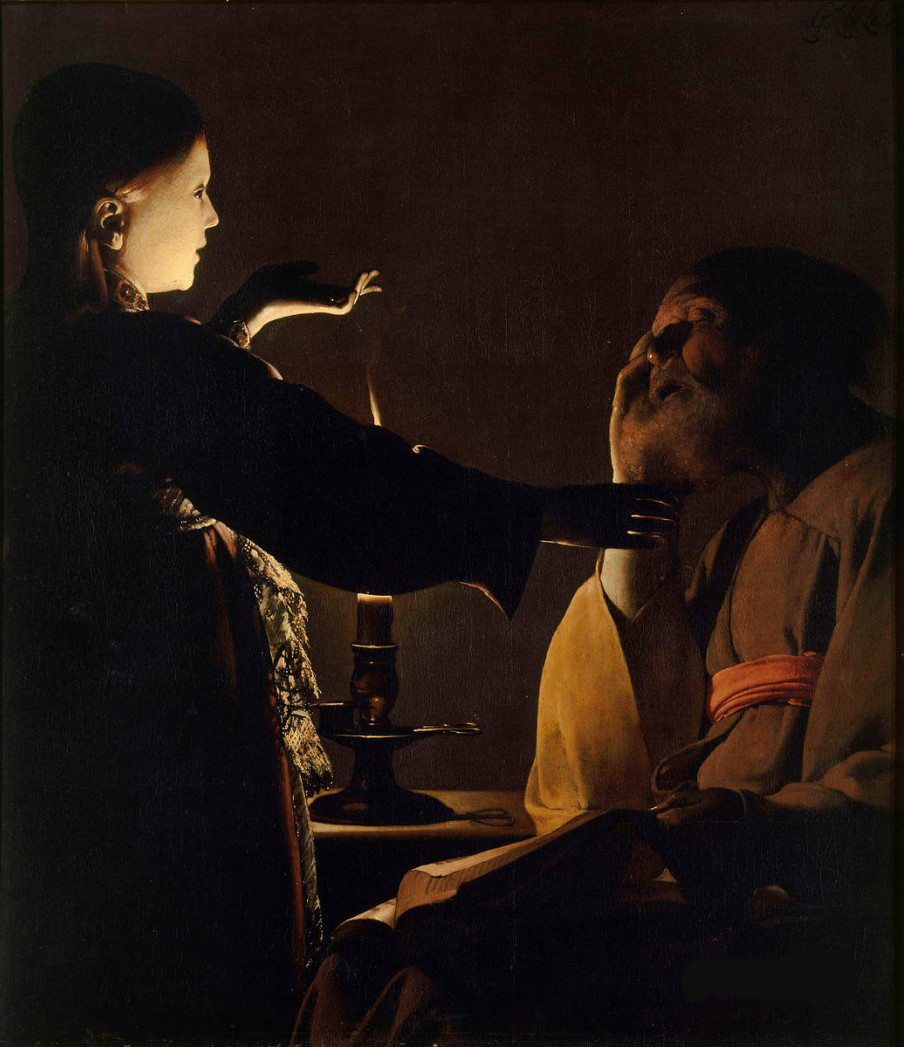
Anioł ukazujący się św. Józefowi, Musée des Beaux-Arts w Nantes

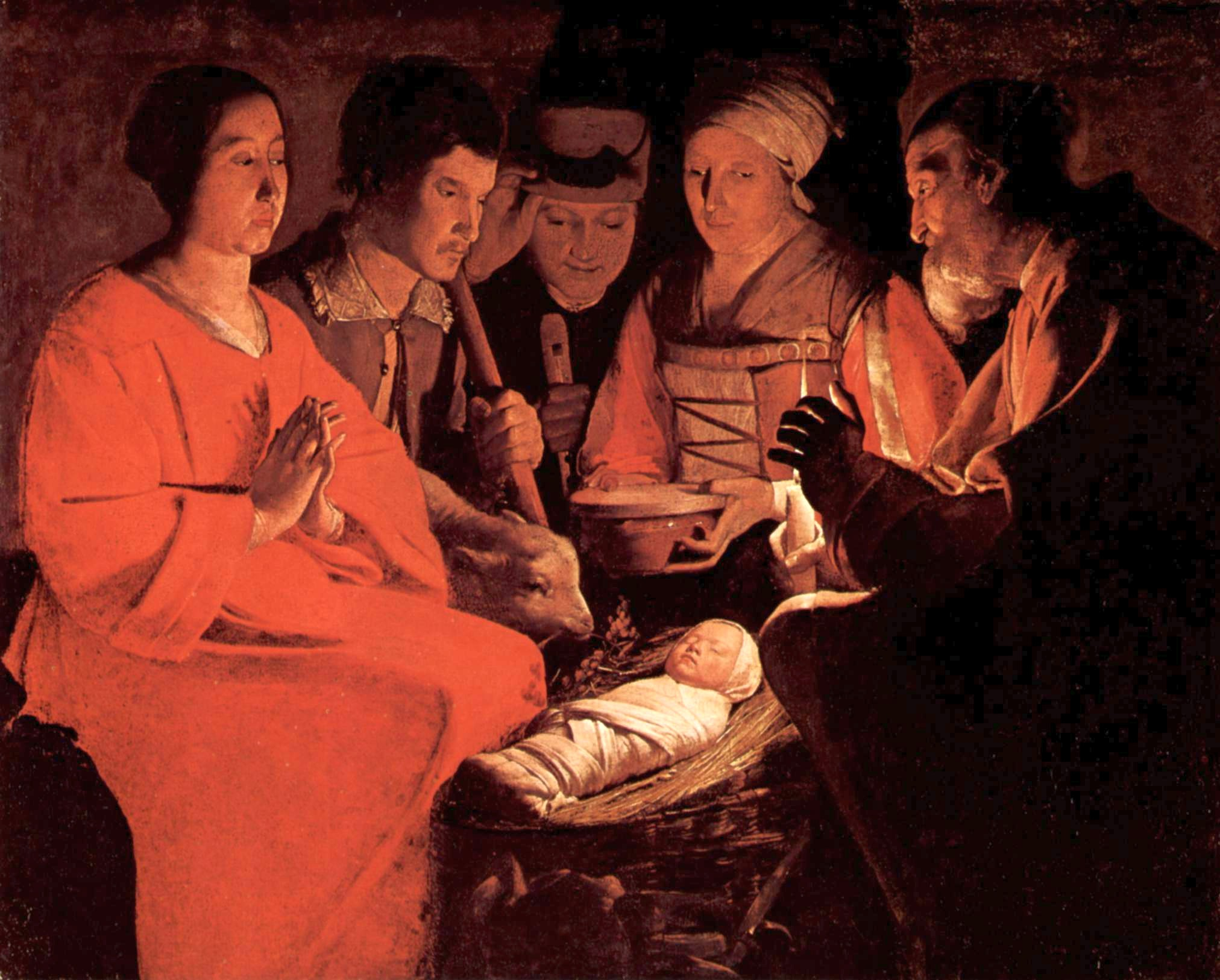
Pokłon pasterzy, ok. 1644, Luwr, Paryż

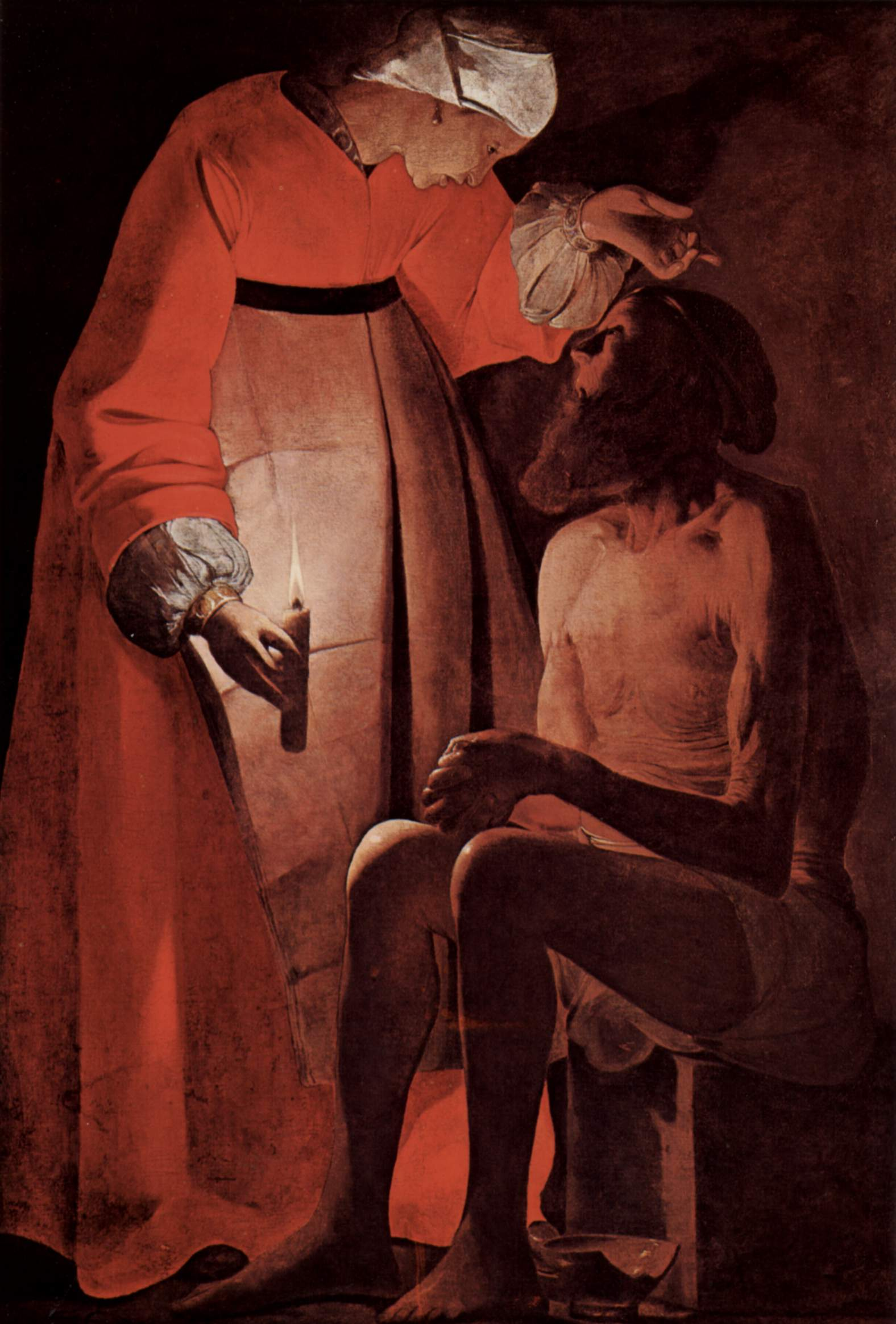
Hiob lub Hiob wyszydzany przez żonę, Musée Départemental des Vosges, Épinal

O życiu prywatnym artysty wiadomo niewiele, podobnie jest z jego wykształceniem. Był synem piekarza Jeana de La Toura i Sybille (Isabelle) Melian, córki i siostry piekarzy. Jego rodzice należeli do warstwy rzemieślników i drobnych właścicieli. Georges miał starszego brata Jacoba oraz młodsze rodzeństwo. Brak jest informacji o jego dzieciństwie i wczesnej młodości, w tym także o edukacji. Być może najpierw uczył się w rodzinnym Vic, w którym w 1611 roku malarz nazwiskiem Dogoz miał jakiegoś ucznia. Nie wiadomo jednak, czy on albo inny malarz działał w Vic przed ta datą, gdy Georges musiał zacząć swoją naukę (a o zawodzie i miejscu nauki decydowano zazwyczaj w wieku 12-13 lat). Może więc uczył się w pobliskim Nantes, gdzie działali m.in. Jacques Bellange i Claude Israël.
Około 1610 roku pierwszy etap edukacji powinien był mieć za sobą. Jeśli zatem wyjechał do Włoch, Paryża czy Holandii, jak przypuszcza część badaczy, to musiało to mieć miejsce między 1610 a 1616 rokiem. Z 1616 roku pochodzi bowiem wzmianka, z której wynika, że malarz był wówczas w Vic. Od 1616 roku w źródłach pojawia się często – nieobecność wzmianek z wcześniejszego okresu mogła być spowodowana właśnie owym wyjazdem, po którym wrócił do kraju, kończąc swoją edukację. Malarze lotaryńscy z tego samego pokolenia, co La Tour, niemal bez wyjątku odbywali zagraniczne podróże. Byłoby więc szczególnym odstępstwem od przyjętego zwyczaju, gdyby La Tour tego nie zrobił. Część badaczy sugeruje, że faktycznie odbył podróż do Włoch, inni przypuszczają, że styl Caravaggia, którego wpływ widać w jego dziełach, mógł poznać za pośrednictwem twórczości holenderskich caravaggionistów, np. Hendricka Terbrugghena.
W 1617 młody malarz ożenił się z Dianą Le Nerf (ur. 1591), córką urzędnika książęcego, miejscowego bogacza. W 1619 urodził się ich pierwszy syn Philippe; nazwiska jego rodziców chrzestnych wskazują, że La Tour zaczął się obracać w środowisku najzacniejszych mieszkańców. Rok później rodzina przeniosła się do Lunéville, rodzinnego miasta Diany, gdzie La Tour przyjął ucznia. Zapiski z kolejnych lat podają nazwiska jego kolejnych uczniów. W 1619 na świat przyszedł ich syn, Philippe, a w 1621 drugi syn - Étienne, który tak jak ojciec został malarzem. Do 1636 roku urodziło się jeszcze ośmioro dzieci La Tourów, łącznie dziesięcioro – pięciu synów i pięć córek, z których malarza przeżył najprawdopodobniej tylko wspomniany już syn Étienne i dwie córki.
W latach 1623–24 dwa obrazy La Tour kupił książę Lotaryngii. W 1631 Lotaryngia stała się miejscem walk wojny trzydziestoletniej, podczas której znacząco ucierpiała. W 1636 Lunéville nawiedziła epidemia dżumy. Na temat tego okresu działalności artysty wiadomo niewiele; wzmianki w dokumentach z tego czasu są nieliczne (być może opuścił miasto). Jedna z hipotez głosi, że La Tour wyjechał wówczas do Paryża, gdyż począwszy od 1639 r. posługiwał się tytułem peintre ordinaire du roi (malarz królewski), który mógł zdobyć właśnie w trakcie pobytu w Paryżu. Bez wątpienia w Lunéville był w 1643 r., co poświadczają źródła. Okres kolejnych dziesięciu lat to dla malarza czas prosperity i powodzenia; La Tour jest zamożny i poważany, wykonuje kilka obrazów dla gubernatora Lotaryngii.
15 stycznia, zapewne podczas epidemii, zmarła żona artysty, a 30 stycznia 1652 roku i on sam.

### Po śmierci
Po śmierci powoli popadał w zapomnienie. Jego nazwisko pojawiało się w inwentarzach i pojedynczych wzmiankach, w tym u Dom Calmeta w Bibliothèque lorraine, ou histoire des hommes illustres qui ont fleuri en Lorraine (1751), którego krótka notka ocaliła La Toura od zupełnego zapomnienia. Wymieniony został tam jako Claude La Tour. Informacje Dom Calmeta w zasadzie bez zmian powtarzali liczni autorzy XVIII i XIX-wieczni. Stopniowe odkrywanie jego twórczości rozpoczęło się w 2. połowie XIX wieku, m.in. w związku z rozwojem muzealnictwa i opracowywaniem muzealnych zbiorów. Zanim rozpoczęły się ściśle naukowe badania, o dziełach La Toura pisali m.in. Stendhal, który w 1837 roku odwiedził Muzeum w Nantes i opisał Lirnika, przypisując go Murillowi lub Velazquezowi oraz Hippolyte Taine, który w Carnet de Voyage. Notes sur la province, 1863-1865 zamieścił opis  Nowo narodzonego, atrybuowanego wówczas braciom Le Nain. W 1863 roku architekt Alexandre Joly napisał artykuł, zbierający dane o malarzu. Joly, nie znając wtedy żadnego obrazu La Toura, napisał: ...pewnego dnia odkryjemy może, na ścianach jakiegoś wiejskiego kościoła, zniszczone płótno tego artysty.... Tak też się stało. Po kilku dalszych wzmiankach o la Tourze, przełomem była publikacja niemieckiego historyka sztuki Hermanna Vossa z 1915 roku, w której autor omówił dwa sygnowane obrazy (Anioł ukazujący się św. Józefowi i Zaparcie się św. Piotra) i przypisał La Tourowi Nowo narodzonego. W swoim drugim artykule z 1931 roku, Voss atrybuował La Tourowi Oszusta, Lirnika z Nantes i dwa obrazy ze św. Hieronimem.
Pierwszą wystawą, na której eksponowano jego dzieła, była wystawa w Royal Academy w Londynie w 1932 roku, na której pokazano Oszusta z asem karo i Nowo narodzonego. Jednak szeroka publiczność poznała La Toura przede wszystkim dzięki ekspozycji Peintres de la Réalité w Paryżu w 1934 roku, na której wystawiono już 12 dzieł tego malarza. Pierwsza wystawa monograficzna została zorganizowana w 1972 r. w Orangerie w Paryżu; zaprezentowano na niej niemal wszystkie dzieła wówczas atrybuowane malarzowi bądź z nim wiązane. Kolejne lata i prace uczonych (takich jak Jacques Thuillier) przyniosły dalsze atrybucje i pogłębienie wiedzy o twórczości tego artysty. Jego oeuvre wzbogaciło się również za sprawą odkryć nieznanych dzieł, takich jak np. Święty Jan Chrzciciel na pustyni w latach 90. XX wieku. Druga wystawa monograficzna, również gromadząca niemal cały dorobek La Toura, prezentowana była na przełomie 1997 i 1998 r. w Galeries nationales du Grand Palais w Paryżu.

## Twórczość
Georges de La Tour, tworzący w podobnym okresie co Jacques Callot i bracia Le Nain, wykształcił indywidualny, charakterystyczny styl. Ze względu na swoje zainteresowanie światłem jest uznawany za jednego z najbardziej oryginalnych kontynuatorów twórczości Caravaggia. Nocne sceny są zazwyczaj oświetlane świeczką, która nadaje obrazom ciepłego kolorytu. Obok nokturnów (z którymi zazwyczaj jest kojarzony) malował także sceny przy świetle dziennym. Postaci na jego płótnach są lekko uproszczone, zgeometryzowane. Kompozycje są statyczne, a dominujący nastrój to powaga i skupienie. Malarz przedstawiał sceny religijne (świętych, apostołów, Boże Narodzenie) oraz świeckie (grę w karty, starców).
Z jego nazwiskiem współcześni badacze łączą kilkadziesiąt obrazów, jednak tylko część z nich (np. z powodu obecności sygnatury) bezsprzecznie uważa się za namalowane jego ręką. Autorstwo pozostałych stanowi punkt sporny między historykami sztuki.
Tylko dwa jego obrazy opatrzone są datą (są to: Skrucha św. Piotra 1644 i Zaparcie się św. Piotra 1650), co w znaczący sposób utrudnia chronologiczne uporządkowanie jego twórczości. Datowanie obrazów La Toura jest więc również kwestią sporną.
La Tour najpierw malował sceny dzienne, a w późniejszym okresie nocne. Obrazy dzienne charakteryzują się dużym realizmem (czasem wręcz groteskowym), zamiłowaniem do kaligraficznych linii. Źródeł tej pierwszej maniery malarskiej upatruje się w twórczości Jacques’a Bellange’a i innych artystów z Nantes z początku XVII wieku. Prawdopodobnie pierwsze jego dzieła, datowane na lata 20. XVII wieku, to wizerunki starców (Starzec i Stara kobieta) i seria przedstawiająca Chrystusa i 12 apostołów (zachowana częściowo w formie kopii). Do początkowego okresu twórczości zalicza się też kilka wizerunków św. Hieronima, dalej Bójkę muzykantów, Lirnika zw. też Kobziarzem i Ślepego grajka. La Tour namalował też kilka obrazów dziennych o nieco innej tematyce, takich jak Oszust z asem treflowym, Oszust z asem karo, Wróżka – wszystkie trzy datowane są na lata 20. lub 30. XVII.
Przełomem w twórczości La Toura miała być wojna w Lotaryngii, która doprowadziła do zmiany ze scen dziennych na nokturny. Obrazy nocne są bardziej monumentalne niż dzienne, twarze postaci są stypizowane, ich sylwetki zgeometryzowane, a zbędne elementy usunięte. Grupa nokturnów obejmuje co najmniej cztery przedstawienia św. Marii Magdaleny, obrazy: Anioł ukazujący się św. Józefowi, Święty Józef cieśla, Święty Sebastian opłakiwany przez św. Irenę (znanych jest kilka egzemplarzy), Narodzenie, Pokłon pasterzy, Kobieta z pchłą, Hiob wyszydzany przez żonę, Skrucha św. Piotra, Zaparcie się św. Piotra, Gracze w kości.
Autorstwo wymienionych prac nie budzi na ogół wątpliwości. Istnieje cały szereg obrazów, które nie są powszechnie atrybuowane La Tourowi; część z nich uważa się za prace uczniów bądź naśladowców albo za kopie. Do dzieł o niepewnym autorstwie należą m.in. U lichwiarza (Lwowska Galeria Sztuki), Święty Sebastian opatrywany przez św. Irenę (Musée des Beaux-Arts, Orlean), Znalezienie ciała św. Aleksego (dwa obrazy: w Musée Lorrain, Nancy i National Gallery of Ireland, Dublin). Ponadto w zbiorach Bibliothèque national de France w Paryżu zachowały się trzy grafiki nieznanego autorstwa, wykonane prawdopodobnie według zaginionych dzieł La Toura (Ekstaza św. Franciszka, Maria Magdalena, Święte Niewiasty czuwające nad Dzieciątkiem.

### Lista dzieł
Poniższa lista nie jest – biorąc pod uwagę powyższe zastrzeżenia – kompletna i nie obejmuje dzieł szczególnie wątpliwych oraz zachowanych we fragmentach. Podane daty powstania dzieł są jedną z propozycji występujących w literaturze; ponieważ zagadnienie to jest także przedmiotem sporu, datowanie może się różnić w zależności od badacza czy publikacji.
- Starzec, olej na płótnie, 90,5 × 59,5 cm, De Young Memorial Museum, San Francisco
- Stara kobieta, olej na płótnie, 90,5 × 59,5 cm, De Young Memorial Museum, San Francisco
- Ślepy grajek, olej na płótnie, 186 × 120 cm, Musée, Bergues
- Chrystus i dwunastu apostołów – seria trzynastu obrazów, z których zachowanych jest jedenaście: dziewięć kopii (Chrystus błogosławiący, Święty Piotr, Święty Paweł, Święty Jakub Starszy, Święty Filip (Andrzej?), Święty Szymon, Święty Tomasz (Mateusz? Bartłomiej?), Święty Mateusz, Święty Bartłomiej), prawdopodobnie XVII-wiecznych i dwa oryginały (Święty Jakub młodszy, ok. 1625, olej na płótnie, 66 × 54 cm; Święty Juda Tadeusz, ok. 1625, olej na płótnie, 62 × 51 cm), wszystkie w Musée Toulouse-Lautrec, Albi. Ponadto zachowały się: Święty Filip (niesygn., olej na płótnie, 63 × 52 cm, kolekcja prywatna – identyczny jak w serii z Albi, ale w przeciwieństwie do niego jest to prawdopodobnie oryginał); Święty Tomasz, 69 × 61 cm, Luwr; Święty Hieronim czytający (niesygn., olej na płótnie naklejonym na deskę, 62 × 55 cm, zbiory Hampton Court – obraz mocno zniszczony, stąd dzieło atrybuowane jest La Tourowi z ostrożnością).
- Bójka muzykantów, niesygn. olej na płótnie, 94,4 × 114,2 cm, Paul Getty Museum, Los Angeles
- Lirnik (Kobziarz), niesygn., olej na płótnie, 162 × 105 cm, Musée de Beaux-Arts, Nantes
- Święty Hieronim pokutujący, ok. 1630, niesygn., olej na płótnie, 157 × 100 cm, Musée de Grenoble, Grenoble
- Święty Hieronim pokutujący, ok. 1630, niesygn., olej na płótnie, 153 × 106 cm, Nationalmuseum, Sztokholm
- Wróżka, ok. 1630, sygn., olej na płótnie, 102 × 123 cm, Metropolitan Museum of Art, Nowy Jork
- Oszust z asem treflowym, niesygn., olej na płótnie naklejonym na deskę, 104 × 154 cm, kolekcja prywatna, Genewa
- Oszust z asem karo, sygn., olej na płótnie, 106 × 146 cm, Luwr
- Pokutująca Magdalena (Święta Maria Magdalena) zw. Fabius, ok. 1638-1642, niesygn., olej na płótnie, 113 × 93 cm, National Gallery of Art, Waszyngton
- Święty Józef cieśla (Pracownia stolarska), ok. 1640, niesygn., olej na płótnie, 137 × 101 cm, Luwr
- Sen świętego Józefa (Anioł ukazujący się św. Józefowi), sygn., olej na płótnie, 93 × 81 cm, Musée des Beaux-Arts, Nantes
- Pokutująca Magdalena (Święta Maria Magdalena) zw. Wrightsman, niesygn., olej na płótnie, 134 × 92 cm, Metropolitan Museum of Art, Nowy Jork
- Kobieta z pchłą, niesygn., olej na płótnie, 120 × 90 cm, Musée Lorrain, Nancy
- Pokutująca Magdalena (Święta Maria Magdalena) zw. Terff, ok. 1640-1646, sygn., olej na płótnie, 128 × 94 cm, Luwr
- Pokłon pasterzy, ok. 1644, niesygn., olej na płótnie, 107 × 137 cm, Luwr
- Skrucha św. Piotra, 1645, sygn., olej na płótnie, 114 × 95 cm, The Cleveland Muzeum of Art, Cleveland
- Nowo narodzony (Narodziny, Narodzenie), ok. 1644-1649, niesygn., olej na płótnie, 76 × 91, Musée des Beaux-Arts, Rennes
- Święta Irena ze zranionym św. Sebastianem (Święty Sebastian z pochodnią, Święty Sebastian opatrywany przez świętą Irenę), ok. 1649, niesygn., olej na płótnie, 162 × 129 cm, Gemäldegalerie, Berlin
- Święta Irena ze zranionym św. Sebastianem (Święty Sebastian z pochodnią, Święty Sebastian opatrywany przez świętą Irenę), ok. 1649, niesygn., olej na płótnie, 167 × 130 cm, Luwr
- Hiob wyszydzany przez żonę (Hiob), ok. 1650, sygn., 145 × 97 cm, Musée Départemental des Vosges, Épinal
- Zaprzaństwo św. Piotra (Zaparcie się św. Piotra), 1650, sygn., olej na płótnie, 120 × 160 cm, Musée des Beaux-Arts, Nantes
- Gra w kości, ok. 1649-1651, sygn., olej na płótnie, 92,5 × 130,5 cm, Teeside Museum, Middlesbrough